# 확률적 계획법
수학적 최적화 분야에서 확률적 계획(確率的計劃, 영어: stochastic program 스토캐스틱 프로그램[*])은 일부 또는 모든 문제 매개변수가 불확실하지만 알려진 확률 분포를 따르는 최적화 문제이며 확률적 계획법(確率的計劃法, 영어: stochastic programming 스토캐스틱 프로그래밍[*])은 확률적 계획 문제를 모델링하고 풀어내기 위한 프레임워크다. 확률적 계획법의 핵심은 불확실한 환경에서 최적의 의사 결정을 찾는 것으로 결정적 최적화 (deterministic optimization)와 대조 된다. 확률적 계획법은 불확실성이 의사 결정에 큰 영향을 끼치는 금융에서 운송, 에너지 최적화에 이르기까지 광범위한 분야에 적용되고 있다.

## 같이 보기
- 수학적 최적화
- 운용 과학
- 프로세스 최적화